# San Pablo Coatlán
San Pablo Coatlán è un comune del Messico, situato nello stato di Oaxaca.